# Paria (Oper)
Paria ist eine tragische Oper in einem Prolog und drei Akten von Stanisław Moniuszko mit einem Libretto von Jan Chęciński.

## Handlung

### Prolog
Während eines nächtlichen Gebets vertraut sich Idamor, Oberhaupt der Kshatriya-Kaste, seinem Krieger Ratef an und gesteht ihm seine Liebe zu Neala, der Tochter des Hohepriesters Akabar, der das Oberhaupt der Brahmanen ist. Er wird dabei von einem unerwarteten Ereignis unterbrochen: Idamors Soldaten verfolgen gerade einen widerlichen Paria, der den Heiligen Hain betrat und dadurch beschmutzte. Idamor rettet ihm das Leben, weil ihm sehr bewusst ist, dass er selbst ursprünglich einer der verabscheuten Paria-Kaste war. Es folgt die Ouverture.

### Erster Akt
Neala ist mit den Priesterinnen im Heiligen Hain. Infolge des Konflikts ihrer priesterlichen Pflichten und ihrer irdischen Liebe informiert sie ihren Geliebten über die Entscheidung ihres Vaters, sie ihrer Gelübde zu entbinden und zur Vermählung freigeben zu wollen. Doch beide wissen nicht, wen Akebar für sie als zukünftigen Ehemann gewählt hat. Im Tempel haben sich die Brahmanen versammelt. Akebar kritisiert die Kriegerkaste (Kshatriya), deren Einfluss die Macht der Priester bedrohe, und verspricht die stärkere Position der Brahmanen zu verteidigen. Er ruft die Götter an und bittet um Schutz, während Neala, die ebenfalls anwesend ist, um Idamors Schicksal fürchtet. Akebar bestellt Idamor zu sich und teilt ihm mit, dass die Götter ihn als Ehemann seiner Tochter Neala bestimmten.

### Zweiter Akt
Idamor gibt seiner Geliebten das Geheimnis seiner wahren Herkunft preis. Er ist ein Paria. Ihre Liebe triumphiert über Gefühle des Entsetzens und der Empörung. Neala kommt zur Priesterin und überrascht sie mit ihrem neuen Wissen. Neala verzweifelt in Abgeschiedenheit über das Schicksal Idamors; im Namen der Liebe möchte sie sein Schicksal und Geheimnis teilen. Ratef überbringt Neala die Nachricht von der Ankunft eines halbverstörten, alten Mannes, der Idamor sucht. Sie fordert, diesen alten Mann und Idamor zu ihr bringen zu lassen. Es stellt sich heraus, dass der mysteriöse Alte der Paria Dżares ist, dem Idamor im Heiligen Hain das Leben rettete. Dżares erkennt seinen Retter und drängt ihn sehr, wieder zu seiner Familie zurückzukehren.

### Dritter Akt
Die Hochzeitszeremonie beginnt am Ganges. Akebar betet für den Erfolg der neu Vermählten, der Hochzeitstanz beginnt (Ballett). Der verstörte Dżares verdirbt die freudige Stimmung, indem er die Zeremonie stört und den Tod nach dem Gesetz fordert. Idamor wirft sich selbst zu Füßen des Hohepriesters, fleht um Gnade für seinen Vater und bietet dagegen sein Leben an. Dżares versucht vergebens das Los umzukehren, indem er behauptet, den Krieger nicht zu kennen. Idamor enthüllt, dass er ein Paria ist und stirbt durch die Hand des unversöhnlichen Akebar. Neala fällt beim Anblick des Leichnams ihres Verlobten in Ohnmacht. Als sie wieder zu Bewusstsein kommt, beschließt sie, mit dem alten Dżares zu verschwinden, um nach Idamors Verlust sein Schicksal zu teilen, verflucht von all jenen, die Neala nahe standen.

## Gestaltung

### Musik
Seit vielen Jahren wurden die Kompositionen Moniuszkos im nationalpolnischen Kontext betrachtet und präsentiert. Sein ganzes Schaffen, das unter dem Einfluss der französischen Opéra-comique des 19. Jahrhunderts (besonders von Auber), den zahlreichen italienischen Einflüssen sowie der Prosaliteratur der deutschen Romantik steht, ist von Folklore mit einem bemerkenswerten Klang dominiert. Es ist keine Folklore, wie wir sie heute kennen, sondern eine Folklore, die eine Beziehung zu den Werken Szymanowskis, Bartóks oder Strawinskys findet. Dies ist eine Abstraktion krakowiak-mazur-oberek, der sich sogar seine Oper Paria (die Oper spielt in Indien) nicht entzieht.
Die Oper bietet große Chorszenen (auch hinter der Bühne), spezielle Ballettszenen und reizvolle, aber lesbare Gesangsparts für vier Hauptsolisten, eine interessante Orchestration (einzelne Orchester auf der Bühne) und allem voran eine klare und geschlossene Struktur.

### Libretto
Das Libretto von Jan Chęciński mit einem aufgeklärten und universellen Inhalt basiert auf dem Trauerspiel Le Paria des französischen Dichters Casimir Delavigne, das Moniuszko als junger Erwachsener ins Polnische übersetzt haben soll und welches schon Gaetano Donizetti als Vorlage für seine Oper Il paria diente.

## Geschichte

### Entstehung
Der 18-jährige Stanisław Moniuszko, der fünf Sprachen fließend sprach, mag von Delavignes französischer Tragödie Le Paria (1821) ungewöhnlich fasziniert gewesen sein, als er sie als Übersetzer kennen lernte. Die Arbeit an der Partitur zu seiner Oper Paria dauerte zehn Jahre und endete mit der Uraufführung im Teatr Wielki (Warschau) am 11. Dezember 1869, nach der ein Opernrezensent des Warschauer Kuriers schrieb: „Die Musik der Oper Paria ist wert, während des Hörens studiert zu werden. Sie ist durch die Intelligenz des Komponisten charakterisiert und kann folglich leicht verzaubern und einen die Arbeit bewundern lassen. Hätte Moniuszko die besagte Oper in den Zeiten geschaffen, in denen die Sonne der Illusionen mit all ihrer Helligkeit schien und der traditionelle Geist es vorzog in seiner Idealwelt zu leben, hätte sie Halka mit ihrer tragischen Wucht in den Schatten gestellt.“

### Rezeption
Trotz der relativ positiven Kritik des Warschauer Kuriers zur Uraufführung der Oper wurde Paria nach sechs weiteren Aufführungen aus dem Opernrepertoire gestrichen. Dies war eine sehr unangenehme Erfahrung für Moniuszko. Bis zu seinem Tod wunderte er sich, warum Paria seine Landsmänner nicht interessierte, obwohl es mit seinem aufgeklärten und universellen Libretto fantastische Aufführungsmöglichkeiten bietet und große Chorszenen (auch hinter der Bühne), spezielle Ballettszenen sowie reizvolle, aber lesbare Gesangsparts für vier Hauptsolisten, eine interessante Orchestration (einzelne Orchester auf der Bühne) und allem voran eine klare und geschlossene Struktur. Als plausibelste Erklärung dafür gilt die exzessive Kultiviertheit der musikalischen Sprache und der Mangel an sichtbaren polnisch-patriotischen Elementen.
Die Bekanntschaft mit vielen Persönlichkeiten der Musikbranche wie Liszt, Rossini, Gounod, Smetana, Auber, Dargomyschski und der Erfolg von Halka im Ausland ließen Moniuszko auf mehr Interesse außerhalb Kongresspolens hoffen. Doch er wurde enttäuscht: Obwohl Paria und Halka Verdis Oper Aida ähneln und die großen Chöre den Leistungen Verdis entsprechen, wurde Moniuszkos Traum einzig 1991 in Havanna Wirklichkeit. Erfolglose Neuproduktionen gab es in Polen 1917 (Warschau), 1951 (Breslau), 1958 (Posen), 1960 (Bytom), 1972 (Gdynia), 1980 (Warschau), 1992 (Łódź) und 2005 (Szczecin).
Dank Fitelbergs Neugestaltung wird die spektakuläre Ouverture regelmäßig in Konzerthallen gespielt. Sie unterscheidet sich deutlich von der originalen Ouverture Moniuszkos, besonders in der Instrumentierung und dem Hauptmotiv. Im Jahr 2008 präsentierte die polnische Plattenfirma Dux Records mit der finanziellen Unterstützung des polnischen Ministeriums für Kultur und Nationalerbe (MKiDN) die erste vollständige Einspielung der Opernpartitur, musikalischer Leiter war Warcisław Kunc.

## Diskographie
- Warcisław Kunc (Dirigent): Paria mit Skrla, Kuk, Hołysz, Lewandowski, Lampert, Chor und Orchester der Schlossoper Szczecin. Aufnahme in der Schlossoper Szczecin September 2008, 2CDs DUX 0686/0687, 2008 (erste vollständige Einspielung der Oper)